# 恋人峠
恋人峠（こいととうげ）は、徳島県美馬市穴吹町口山に位置する峠である。標高は212m。にし阿波お勧めビューポイント100選選定。

## 地理
半平山の北側、美馬市穴吹町口山首野を通過する国道492号にある峠で、峠からは穴吹川の渓谷美が見られる。

## 交通
- JR徳島線穴吹駅より車で約40分。
- 徳島自動車道「脇町インターチェンジ」より車で約40分。